# Michael Häupl
Michael Häupl (* 14. září 1949 Altlengbach) je rakouský politik, známý zejména jako dlouholetý starosta Vídně.

## Kariéra
Po absolvování gymnázia v Kremži vystudoval biologii a zoologii na Vídeňské univerzitě. Studium zde ukončil úspěšně disertací (titulem Dr. phil.) v roce 1977. V letech 1975 až 1983 působil jako vědecký pracovník Přírodovědného muzea ve Vídni. Od poloviny 70. let se angažoval v sociálně demokratické straně (v letech 1975-1977 byl vedoucí klubu socialistických studentů v rámci SPÖ). V roce 1982 se stal předsedou mládežnické organizace SPÖ ve Vídni, zároveň také místopředsedou této organizace na celostátní úrovni. V letech 1983-1988 byl členem vídeňské městské rady, v letech 1988 až 1994 členem městské rady odpovídajícím za životní prostředí a sport. V roce 1993 se stal předsedou vídeňské organizace SPÖ, o rok později byl zvolen starostou Vídně. Strana, kterou vedl v zemských volbách, zvítězila opakovaně v letech 1996, 2001, 2005, 2010 a 2015. Häupl byl vždy po volbách znovu zvolen starostou.
V květnu 2016, po rezignaci Wernera Faymanna, stanul dočasně v čele SPÖ.

### Ocenění a vyznamenání
- 2017 – Řád Bílého lva převzal z rukou českého prezidenta Miloše Zemana dne 28. října 2017[3]
- 2016 – Medaile Karla Kramáře, kterou převzal jako starosta Vídně dne 8. prosince 2016 z rukou českého předsedy vlády Bohuslava Sobotky[4]